# 三环己基膦
三环己基膦 是一种叔膦 ，化学式P(C6H11)3。   它是有机金属化学 中常见的 配体，一般简称 PCy3， Cy 代表环己基。它的特点是既有高碱性 (pKa = 9.7) ，又有大的配体锥角 (170°)。
包含 P(Cy)3 的重要配合物包括获得2005 年诺贝尔奖的格拉布催化剂和均相氢化催化剂— Crabtree 催化剂。

第一代的格拉布催化剂

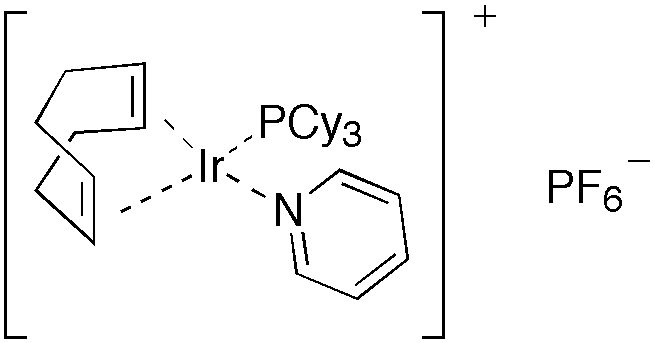
Crabtree 催化剂